# Охангвена
Охангвена (англ. Ohangwena Region) — является одной из 14 административных областей Намибии и находится на крайнем севере страны, вдоль границы с Анголой. Численность населения области составляет 245 446 человек (на 2011 год). Площадь Охангвены 10 703 км². Административный центр — город Ээнхана (с населением около 3,5 тысяч человек).

## География
Территория области представляет саванну, поросшую густыми травами.

## Население
Население состоит преимущественно из народа овамбо. Количество женщин значительно превышает количество мужчин (примерно в соотношении 83:100). Средняя продолжительность жизни в области Охангвена крайне низкая: для мужчин это 43 года, для женщин этот показатель составляет 45 лет.

## Административное деление
В административном отношении область разделяется на 12 избирательных районов. После названия избирательного округа приведено название его административного центра.
- Оконго[англ.], Оконго
- Омулонга[англ.], Омулонга
- Омундаунгило[англ.], Омундаунгило
- Онгенга[англ.], Онгенга
- Ондобе[англ.], Ондобе
- Ошиканго[англ.], Ошиканго[англ.]
- Ошикунде[англ.], Омутвевомуну
- Охангвена[англ.], Охангвена
- Энгела[англ.], Энгела
- Эндола[англ.], Эндола
- Ээнхана[англ.], Ээнхана
- Эпембе[англ.], Эпембе

## Экономика
В экономическом отношении Охангвена представляет типичный, экстенсивно развивающийся сельскохозяйственный регион. Через область к ангольской границе ещё во времена, когда Юго-Западная Африка находилась под контролем ЮАР, были проложены современные шоссейные дороги. В настоящее время через Охангвену проходит транс-африканский автодорожный маршрут  шоссе Триполи-Кейптаун.